# Los cuatro finalistas
Los cuatro finalistas fue un concurso de canto de televisión peruano de canto basado en el programa estadounidense, The Four: Battle for Stardom. Se estrenó el 14 de abril y se emitió los sábados y domingos a las 10 p. m. y 7 p. m. (UTC-5) respectivamente. El ganador tendrá la oportunidad de firmar un contrato con Universal Music. En la tercera temporada el premio cambia a 25 mil soles. Fue conducido por Cristian Rivero. Se emite por Latina. mientras que el jurado está compuesto por Eva Ayllón, Deyvis Orosco, Chyno Miranda y Pedro Suárez-Vértiz, quien da su opinión virtualmente. A partir de la tercera temporada, al jurado se incorporan Marco Zunino y Anna Carina, reemplazando a Chyno Miranda y Deyvis Orosco respectivamente.
Tras el fin de la segunda temporada, el concurso cambió de formato, reemplazando al canto por el baile, originándose así el spin off, Los cuatro finalistas: baile. Sin embargo, a partir del 2 de noviembre, el programa retomó el formato de canto, dándose así la tercera temporada (titulada como La batalla final), con la diferencia que desde el inicio el público escoge a los primeros finalistas.

## Formato
El programa consiste en que los concursantes, conocidos como los retadores, canten en vivo frente al público y al jurado, quienes elegirán si el retador se enfrentará a uno de los finalistas o no, la votación de los cuatro jurados debe ser unánime (Con un solo voto negativo es suficiente para que el retador quede eliminado) para que el retador tenga la oportunidad de enfrentarse al finalista que elija (Excepto si sólo queda un finalista para retar).
Si el retador es elegido por el jurado, pasará a la siguiente ronda, la cual consiste en un enfrentamiento de canto entre el retador y el finalista elegido por este. Al finalizar el enfrentamiento de canto, el público se encargará de elegir, por medio de una votación de aproximadamente 90 segundos a través de la app de Latina, quién se queda como finalista. En cualquiera de los casos, si el retador se queda o es eliminado, el asiento del finalista se bloquea, por lo que no puede volver a ser retado hasta el siguiente programa.

## Temporadas
| Temporada | Primera emisión        | Última emisión          | Ganador      | Segundo lugar   | Otros finalistas |
| 1         | 14 de abril de 2018    | 10 de junio de 2018     | Javier Arias | José Gaona      | Giani Méndez     |
| 1         | 14 de abril de 2018    | 10 de junio de 2018     | Javier Arias | José Gaona      | Susan Ochoa      |
| 2         | 16 de junio de 2018    | 19 de agosto de 2018    | José Gaona   | Marcela Navarro | Jeremy Gómez     |
| 2         | 16 de junio de 2018    | 19 de agosto de 2018    | José Gaona   | Marcela Navarro | Ray BG           |
| 3         | 2 de noviembre de 2018 | 15 de diciembre de 2018 | Farik Grippa | Jeyko Atoche    | Giani Méndez     |
| 3         | 2 de noviembre de 2018 | 15 de diciembre de 2018 | Farik Grippa | Jeyko Atoche    | Randy Feijoo     |

## Resumen de las temporadas

### Temporada 1
La primera temporada de Los Cuatro Finalistas se estrenó el 14 de abril de 2018, y concluyó el 10 de junio de 2018. El ganador de esta temporada fue Javier Arias, y José Gaona ocupó el segundo lugar. En el grupo final de los finalistas también estuvieron Giani Méndez y Susan Ochoa.
| Los Cuatro Finalistas | Los Cuatro Finalistas | Los Cuatro Finalistas | Los Cuatro Finalistas | Los Cuatro Finalistas | Los Cuatro Finalistas |
| Programa              | Grupo                 | Miembros              | Miembros              | Miembros              | Miembros              |
| Programa              | Grupo                 | Silla 1               | Silla 2               | Silla 3               | Silla 4               |
| --------------------- | --------------------- | --------------------- | --------------------- | --------------------- | --------------------- |
| 14 de abril           | Finalistas originales | Amy Gutiérrez         | Carlos Burga          | Susan Ochoa           | Fico Wiesse           |
| 15 de abril           | 2.º Finalistas        | Giani Méndez          | Carlos Burga          | Susan Ochoa           | Farik Grippa          |
| 21 de abril           | 3.º Finalistas        | Giani Méndez          | Carlos Burga          | Susan Ochoa           | Farik Grippa          |
| 22 de abril           | 4.º Finalistas        | Giani Méndez          | Jeyko Atoche          | Susan Ochoa           | Farik Grippa          |
| 28 de abril           | 5.º Finalistas        | Giani Méndez          | Jeyko Atoche          | Susan Ochoa           | Farik Grippa          |
| 29 de abril           | 6.º Finalistas        | Giani Méndez          | Jeyko Atoche          | Susan Ochoa           | Lita Pezo             |
| 5 de mayo             | 7.º Finalistas        | Giani Méndez          | Jeyko Atoche          | Susan Ochoa           | José Gaona            |
| 6 de mayo             | 8.º Finalistas        | Giani Méndez          | Jeyko Atoche          | Susan Ochoa           | José Gaona            |
| 12 de mayo            | 9.º Finalistas        | Giani Méndez          | Javier Arias          | Susan Ochoa           | José Gaona            |
| 13 de mayo            | 10.º Finalistas       | Giani Méndez          | Javier Arias          | Susan Ochoa           | José Gaona            |
| 19 de mayo            | 11.º Finalistas       | Giani Méndez          | Javier Arias          | Susan Ochoa           | José Gaona            |
| 20 de mayo            | 12.º Finalistas       | Giani Méndez          | Javier Arias          | Susan Ochoa           | José Gaona            |
| 26 de mayo            | 13.º Finalistas       | Giani Méndez          | Javier Arias          | Susan Ochoa           | José Gaona            |
| 27 de mayo            | 14.º Finalistas       | Giani Méndez          | Javier Arias          | Aldair Sánchez        | José Gaona            |
| 2 de junio            | 15.º Finalistas       | Giani Méndez          | Javier Arias          | César Mancilla        | José Gaona            |
| 3 de junio            | 16.º Finalistas       | Giani Méndez          | Javier Arias          | Nicole La Rosa        | José Gaona            |
| 9 de junio            | 17.º Finalistas       | Giani Méndez          | Javier Arias          | Nicole La Rosa        | José Gaona            |
| 10 de junio           | Finalistas finales    | Giani Méndez          | Javier Arias          | Susan Ochoa           | José Gaona            |

### Temporada 2
La segunda temporada de Los Cuatro Finalistas se estrenó el 16 de junio de 2018, una semana después de la final de la temporada anterior.
| Los Cuatro Finalistas | Los Cuatro Finalistas | Los Cuatro Finalistas | Los Cuatro Finalistas      | Los Cuatro Finalistas | Los Cuatro Finalistas |
| Programa              | Grupo                 | Miembros              | Miembros                   | Miembros              | Miembros              |
| Programa              | Grupo                 | Silla 1               | Silla 2                    | Silla 3               | Silla 4               |
| --------------------- | --------------------- | --------------------- | -------------------------- | --------------------- | --------------------- |
| 16 de junio           | Finalistas originales | Reymar Perdomo        | Farik Grippa               | Angélica Pineda       | Jeremy Gómez          |
| 17 de junio           | 2.º Finalistas        | Jair Mendoza          | Farik Grippa               | Joseph Buitrón        | Jeremy Gómez          |
| 23 de junio           | 3.º Finalistas        | Jair Mendoza          | Farik Grippa               | Joseph Buitrón        | Jeremy Gómez          |
| 24 de junio           | 4.º Finalistas        | Pedro Crisanto        | Sheyly Navarro             | Joseph Buitrón        | Jeremy Gómez          |
| 30 de junio           | 5.º Finalistas        | Pedro Crisanto        | Michael Abanto             | Joseph Buitrón        | Jeremy Gómez          |
| 1 de julio            | 6.º Finalistas        | Pedro Crisanto        | José Gaona                 | Leonardo Navarro      | Jeremy Gómez          |
| 7 de julio            | 7.º Finalistas        | Pedro Crisanto        | José Gaona                 | Franz Ato             | Anthony Cuba          |
| 8 de julio            | 8.º Finalistas        | Ruby Palomino         | José Gaona                 | Franz Ato             | Gonzalo Gkikas        |
| 14 de julio           | 9.º Finalistas        | Ruby Palomino         | José Gaona                 | Franz Ato             | Gonzalo Gkikas        |
| 15 de julio           | 10.º Finalistas       | Ruby Palomino         | Juan Carlos Fiño           | Ray BG                | Gonzalo Gkikas        |
| 21 de julio           | 11.º Finalistas       | Ruby Palomino         | Juan Carlos Fiño           | Ray BG                | Gonzalo Gkikas        |
| 22 de julio           | 12.º Finalistas       | Ruby Palomino         | Juan Carlos Fiño           | Ray BG                | Gonzalo Gkikas        |
| 28 de julio           | 13.º Finalistas       | Ruby Palomino         | Juan Carlos Fiño           | Daniel Figueredo      | Leila Doktorowicz     |
| 29 de julio           | 14.º Finalistas       | Ruby Palomino         | Ani Rodríguez              | Marcela Navarro       | Leila Doktorowicz     |
| 4 de agosto           | 15.º Finalistas       | Ruby Palomino         | Ani Rodríguez              | Marcela Navarro       | Leila Doktorowicz     |
| 5 de agosto           | 16.º Finalistas       | Susan Prieto          | Angiesu                    | Marcela Navarro       | Leila Doktorowicz     |
| 11 de agosto          | 17.º Finalistas       | Carmen Castro         | Nash Moreno                | Marcela Navarro       | Elliot Nima           |
| 12 de agosto          | 18.º Finalistas       | Ricky Santos          | Audra Jimena & Rachel Beth | Marcela Navarro       | Cristean Bejarano     |
| 18 de agosto          | 18.º Finalistas       | Ricky Santos          | Audra Jimena & Rachel Beth | Marcela Navarro       | Cristean Bejarano     |
| 19 de agosto          | Finalistas finales    | José Gaona            | Jeremy Gómez               | Marcela Navarro       | Ray BG                |

### Temporada 3: La Batalla Final
La temporada La Batalla Final se estrenó el 15 de noviembre y finalizó el 15 de diciembre.
| Los Cuatro Finalistas | Los Cuatro Finalistas | Los Cuatro Finalistas | Los Cuatro Finalistas | Los Cuatro Finalistas | Los Cuatro Finalistas |
| Programa              | Grupo                 | Miembros              | Miembros              | Miembros              | Miembros              |
| Programa              | Grupo                 | Silla 1               | Silla 2               | Silla 3               | Silla 4               |
| --------------------- | --------------------- | --------------------- | --------------------- | --------------------- | --------------------- |
| 9 de noviembre        | Finalistas originales | Giani Méndez          | Carmen Castro         | Farik Grippa          | Jeyko Atoche          |
| 10 de noviembre       | 2.º Finalistas        | Giani Méndez          | Abigail Márquez       | Farik Grippa          | Jeyko Atoche          |
| 16 de noviembre       | 3.º Finalistas        | Giani Méndez          | Teresa Medrano        | Farik Grippa          | Jeyko Atoche          |
| 17 de noviembre       | 4.º Finalistas        | Daniel Lazo           | Aldair Sánchez        | Farik Grippa          | Jeyko Atoche          |
| 23 de noviembre       | 5.º Finalistas        | Daniel Lazo           | Randy Feijoo          | Farik Grippa          | Jeyko Atoche          |
| 24 de noviembre       | 6.º Finalistas        | Daniel Lazo           | Randy Feijoo          | Farik Grippa          | Jeyko Atoche          |
| 30 de noviembre       | 7.º Finalistas        | Daniel Lazo           | Randy Feijoo          | Farik Grippa          | Jeyko Atoche          |
| 1 de diciembre        | 8.º Finalistas        | Daniel Lazo           | Randy Feijoo          | Farik Grippa          | Jeyko Atoche          |
| 7 de diciembre        | 9.º Finalistas        | Daniel Lazo           | Randy Feijoo          | Farik Grippa          | Jeyko Atoche          |
| 8 de diciembre        | 10.º Finalistas       | Daniel Lazo           | Randy Feijoo          | Farik Grippa          | Jeyko Atoche          |
| 15 de diciembre       | Finalistas finales    | Giani Méndez          | Randy Feijoo          | Farik Grippa          | Jeyko Atoche          |